# Schlacht bei La Coruña
Bailén –  Roliça –Vimeiro – Saragossa (1808) – Burgos (Gamonal) – Medina de Rioseco – Espinosa –  Tudela – Somosierra – Saragossa (1809) – La Coruña – Torres Vedras – Valls – Braga –  Oporto –  Talavera – Ocaña – Gerona – Ciudad Rodrigo (1810) – Buçaco – Gévora – Barrosa – Badajoz (1811) – Fuentes de Oñoro – La Albuera – Tarragona (1811) – Sagunt (Murviedro) – Ciudad Rodrigo (1812) – Badajoz (1812) –  Majadahonda – Salamanca – García Hernández –  Venta del Pozo – Vitoria – 
Sorauren – San Sebastián – Bidassoa
Am 16. Januar 1809 bekämpften sich in der Schlacht bei La Coruña (englisch Battle of Corunna, französisch Bataille de La Corogne, spanisch und galicisch Batalla de Elviña) Teile der französischen Besatzungsarmee unter Marschall Soult und ein britisches Expeditionskorps unter Sir John Moore. Die Schlacht endete unentschieden. Nach der Schlacht zogen sich die Briten auf Schiffe im Hafen von La Coruña zurück und verließen Spanien.

## Vorgeschichte
Am 27. Oktober 1807 hatten Frankreich und Spanien im Geheimvertrag von Fountainebleau beschlossen, Portugal zu erobern und zu teilen. Dazu hatte Spanien den Truppen Napoleons Durchmarsch- und Stationierungsrechte gewährt. Napoleon schickte mehr Truppen als im Vertrag vorgesehen und bemächtigte sich damit des nördlichen Teils von Spanien bis nach Madrid, ohne dass die Spanier Widerstand leisteten. Als er jedoch die spanische Monarchenfamilie zum Thronverzicht zwang, diese in Frankreich festsetzte und seinen Bruder Joseph zum spanischen König machte, brach in Spanien ein Volksaufstand gegen die Franzosen aus. Mit diesem Volksaufstand begann der Spanische Unabhängigkeitskrieg (1808–1813).
Im Oktober 1808 war Sir John Moore mit seinem Expeditionsheer von Portugal aus nach Spanien marschiert, um die Spanier gegen die Franzosen zu unterstützen. Vor einer französischen Übermacht musste sich das britische Expeditionsheer dann überstürzt nach La Coruña zurückziehen. Moore teilte am 31. Dezember 1808 seine Truppen und sandte die leichte Brigade, bestehend aus dem 43. Infanterie-Regiment, 52.  Infanterie-Regiment und 95. Schützenregiment sowie den beiden leichten Bataillonen der King’s German Legion unter dem Kommando von Carl von Alten und Robert Craufurd, nach Vigo. Die Truppe erreichte nach einem Gewaltmarsch die dort liegenden britischen Schiffe. Sie schiffte sich in aller Eile ein und segelte, bevor ein drehender Wind dies für Tage unmöglich gemacht hätte, nach La Coruña. 

## Schlacht bei La Coruña
Der Hauptteil der Armee zog sich derweil unter ständigen Rückzugsgefechten über Astorga und Lugo nach La Coruña zurück, das sie am 11. Januar 1809 erreichte. Am 16. Januar war die Stadt von den Franzosen eingeschlossen. Die britische Armee stellte sich zum Gefecht auf, wobei sie den Vorteil hatte, dass sie in den Depots der Stadt neue Waffen und Munition vorgefunden hatte. Das Gefecht zog sich den ganzen Tag über hin, wobei einige Orte mehrmals den Besitzer wechselten. Beim Angriff auf Elviña wurde Sir John Moore von einer Kugel getroffen und bei der Hilfe durch seine Soldaten noch zusätzlich von seinem eigenen Säbel verletzt. Er starb am Nachmittag und wurde in La Coruña beerdigt. Das Kommando übernahm Sir John Hope. Während der Kämpfe war die Einschiffung weitergegangen und am Abend zogen sich die restlichen Truppen Richtung Hafen zurück. Am nächsten Morgen deckten die Spanier die Einschiffung der letzten britischen Soldaten, wobei die Kavallerie ca. 290 Pferde erschießen musste, die zu erschöpft für die Überfahrt waren, aber auch nicht dem Gegner überlassen werden sollten. Es spielten sich im Hafen dramatische Szenen ab. Aber es war gelungen, einen großen Teil der Armee zu retten. Im April 1809 begann Sir Arthur Wellesley, späterer Duke of Wellington, einen neuen Feldzug nach Portugal und Spanien.